# معبد كارني ماتا

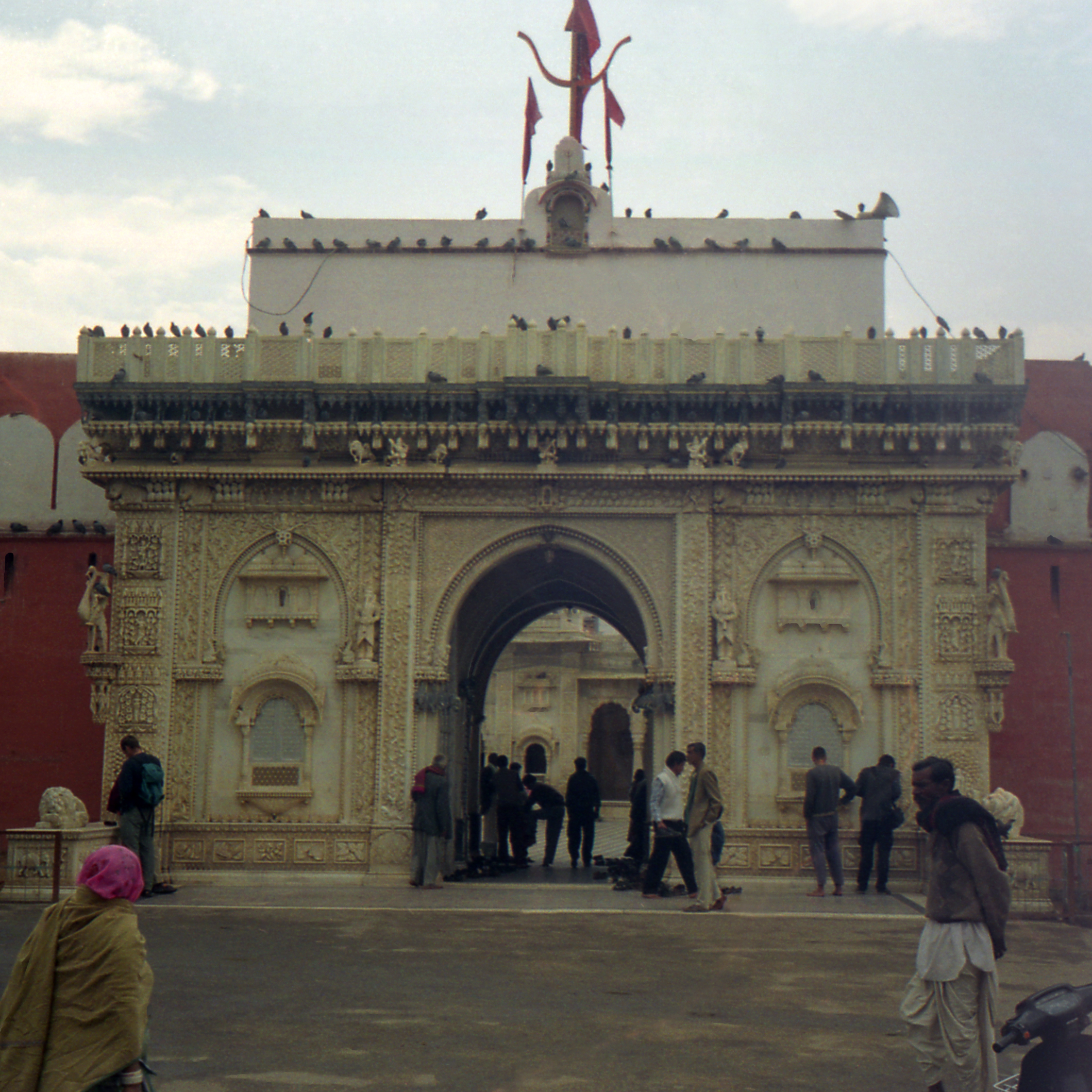
معبد كارنى ماتا

يطلق عليه بالإنجليزية " Karni Mata Temple " ، ويطلق عليه أيضاً «معبد الفئران»، بنى عام 1900 م  على يد المهراجا الهندى «غانغ سينغ»، في ولاية راجستان الهندية، وذلك ليكون قبلة لأتباع واحدة من أغرب الديانات حول العالم، وهذا ليس بغريب على دولة مثل الهند والتي تحتوى على العديد من الديانات.

## الاسطورة
يعتقد سكان ولاية راجستان أن هذه الفئران تجسد حى لإلة «وهمية» في معتقداتهم تدعى «كارنى ماتا»، وهي امرأة هندوسية كانت تحظى مكانة طيبة، عبدها اتباعها في القرن الرابع عشر

## الفئران البيضاء
يحتوى معبد كارنى ماتا على أكثر من 20 ألف فأر أسود، يقدسهم سكان ولاية راجستان ويقدمون لهم الطعام وهو عبارة عن الجبن واللبن، ولا يقتصر الأمر عند هذا الحد، بل يصل في بعض الأحيان إلى شراء أنواع مختلفة من الحلوى لهم  ، كما أن قتل الفئران في المعبد جريمة يُعاقب عليها.

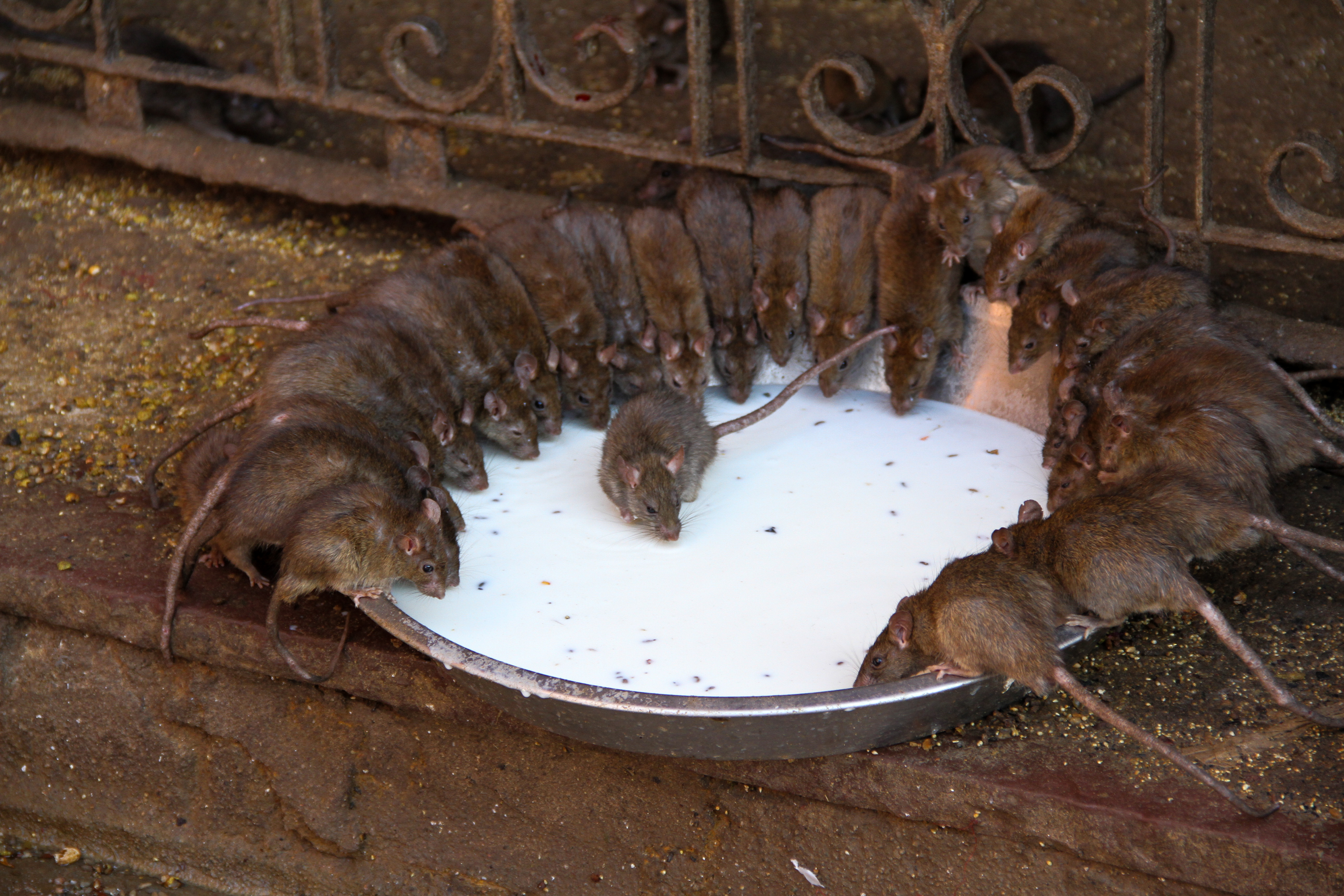
فئران معبد كارنى ماتا

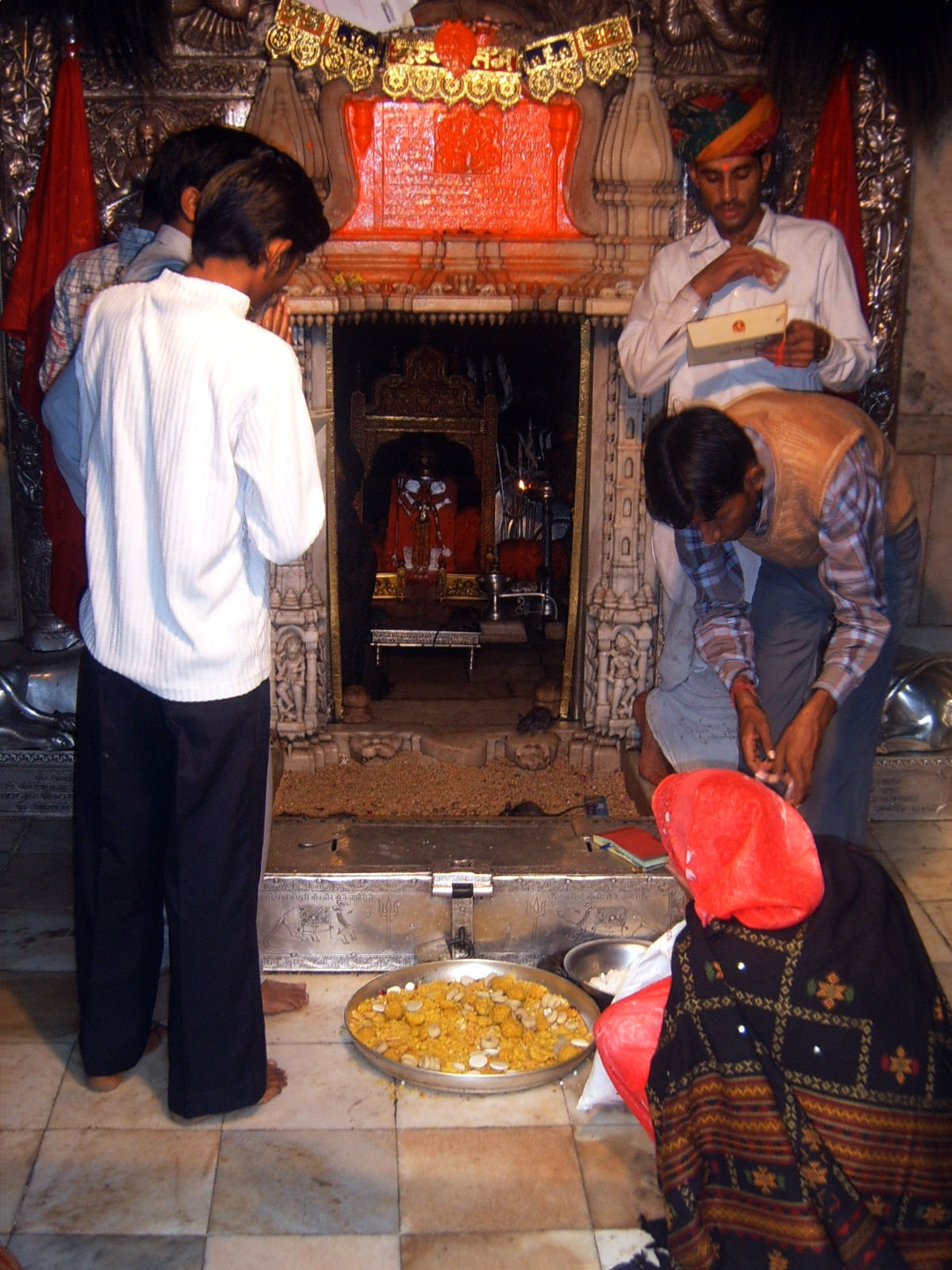

أيضا عندما يرى سكان ولاية راجستان «فأراً أبيضاً» فإنهم يعتبرون أنه هبة من الله.